# 浅利慶太
浅利 慶太（あさり けいた、1933年〈昭和8年〉3月16日 - 2018年〈平成30年〉7月13日）は、日本の演出家、実業家である。東京都出身。永田町小学校（現麹町小学校）、慶應義塾高等学校、慶應義塾大学文学部仏文学専攻中退。特選塾員。慶應義塾評議員。
劇団四季創設者の一人で、劇団の運営・管理に当たる「四季株式会社」の代表取締役社長・会長・芸術総監督をつとめた。劇団四季、四季株式会社を、商業主義ミュージカル劇団としても企業としても成長させた。

## 来歴・人物
1933年、演劇プロデューサー浅利鶴雄の息子として東京に生まれる。8歳の時に太平洋戦争開戦、11歳の時に空襲が始まって長野県軽井沢の別荘に疎開し、そこで1945年の終戦を迎えた。
1953年7月、慶應義塾大学、東京大学の学生を中心に劇団四季を結成した。主に、ジャン・アヌイやジャン・ジロドゥ等フランス文学作品を上演する。
その後母方の親族が経営する「東京田辺製薬株式会社（現在の田辺三菱製薬株式会社）」にて宣伝・広告などのアルバイトをしながら、日本テレビの「ジャングル・ジム」の吹き替えアテレコに劇団として参加した。
劇団四季は、もともとは文化・芸術志向の良質な劇団だった。60年安保の際には、安保反対の劇団四季の学生もいて、寺山修司は「安保反対のデモに行きたいという劇団四季の学生をぶん殴って、デモへ行くな、俺の演劇こそ世界を変える」と語ったと、自身の著書で述懐している。だが浅利の右派への転向もあり、劇団四季は70年代にはミュージカルを上演する国内有数の商業主義劇団へと変化した。
また、1958年には、石原慎太郎、江藤淳、谷川俊太郎、寺山修司、永六輔、黛敏郎、福田善之ら若手文化人らと「若い日本の会」を結成し、60年安保に反対した。だが、後に思想的には保守化する。
1961年、日生劇場製作営業担当取締役に就任。1969年、日本ゼネラルアーツを設立。1966年から1980年に越路吹雪が死去するまで、「越路吹雪リサイタル公演」 を日生劇場において演出した。
浅利は、もともとは左翼だった。実姉と共に日本共産党員で、選挙戦や山村工作隊時代を戦ってきたが、実姉が左翼演劇人の劇団で交際していた男性と離別し自殺。浅利慶太は左翼陣営を離れた理由に姉の自殺をあげている。
1970年代から海外ミュージカルの翻訳上演を始め、中曽根康弘 や石原慎太郎などの右派政治家との関係を背景とした莫大な集金、集客力により、劇団四季を商業主義の企業型劇団へと成長させる。
1972年5月には、政府の中央教育審議会の委員に就任。1975年の東京都知事選挙では、石原慎太郎の選挙参謀を務め、飯島清、中曽根康弘、深谷隆司とともに石原を熱心に応援した。だが、石原はあえなく落選してしまう。興行面においては1983年『キャッツ』初演において日本で初めて無期限ロングラン公演を成功させた。中曽根や石原のブレーンや佐藤栄作のなまりを治す家庭教師であったことや、財界人の五島昇など財界人 と親しい事実のほか、先述どおり政界との繋がりを利用して劇団を躍進させたことから、「政商」と批判された。
このように権力との関わりが密接である にもかかわらず、勲章などの顕彰を拒否しており、過去に紫綬褒章や文化功労者の内示も辞退している。
ミュージカルの上演では、ミラノ・スカラ座での『蝶々夫人』『トゥーランドット』、ザルツブルク音楽祭での『エレクトラ』の演出や、長野オリンピック開会式の総合プロデューサーを担当。創立当初からのポリシーであるアヌイ、ジロドゥ作品の上演や、「ウェストサイド物語」、「コーラスライン」、「ライオンキング」等の海外作品翻訳作品、「夢から醒めた夢」、「ユタと不思議な仲間たち」、太平洋戦争や日中戦争を題材とする「昭和三部作」（李香蘭、異国の丘、南十字星：）等のオリジナルミュージカルを行っている。
2006年10月、政府の「教育再生会議委員」に就任。
2014年6月、四季株式会社の取締役社長を退任。
2015年3月、新事務所の浅利演出事務所を設立し社長就任。劇団四季とは別に独自の演劇活動を開始。第1弾公演は劇団四季でも公演した『オンディーヌ』で、劇団四季はJR東日本アートセンター自由劇場を提供し協力。
2018年7月13日、17時33分、悪性リンパ腫のため、東京都内の病院で死去。85歳没。墓所は谷中霊園。

## 家族
- 3度の結婚歴がある。最初の妻は藤野節子、2度目の妻は影万里江。2人とも劇団四季における浅利の同志だった。
- 影の墓所は、浅利の実家の墓（谷中霊園内）である。2度目の離婚後は長く独身だったが、2003年、野村玲子を3度目の妻に迎えていた。
- 大叔父は二代目市川左團次。父は小山内薫らと築地小劇場の設立に参画し、三田英児の名で映画俳優として活躍した浅利鶴雄。鶴雄の母浅利たけの妹登美が左団次の妻で、左団次に子がなかったため慶太に左団次を継がせる話もあり、幼い頃は左団次の家にいたこともある[25]。
- 母方は江戸時代から薬種商を営む田辺家の一族で、祖父は製薬会社を経営し、戦前からサロメチールやエバクレームなどを開発・販売していた[26][27][28]。その他、叔父（田辺五兵衛の次男）に旧:東京田辺製薬元会長の田辺元三郎がいる[9]。

## 主な受賞歴
- 1974年・51年 紀伊國屋演劇賞
- 1976年 芸術選奨文部大臣賞
- 1984年 テアトロ演劇賞
- 1985年 アッビアーティ賞
- 1986年 経済界大賞特別賞
- 1993年 日本シェイクスピア賞シェイクスピア演劇賞

## テレビ出演番組
- TBS「いのちの響」
- NHK教育「訪問インタビュー」
- 日経スペシャル カンブリア宮殿 劇団の経営ビジネス（2010年1月18日、テレビ東京）[29]

## 書籍

### 著作・評伝
- 『浅利慶太の四季』全4巻（慶應義塾大学出版会、1999年）
  - 『著述集1 演劇の回復のために 演劇論集』（1999年7月5日）ISBN 9784766407525
  - 『著述集2 劇場は我が恋人 演出ノート選』（1999年10月1日）ISBN 9784766407532
  - 『著述集3 伝統と現代のはざまで 文化・芸術展望』（1999年12月30日）ISBN 9784766407549
  - 『著述集4 21世紀への眼差し 現代社会考』（1999年8月30日）ISBN 9784766407556
- 『時の光の中で　劇団四季主宰者の戦後史』（2004年10月15日、文藝春秋）ISBN 9784163663500
  - 『時の光の中で　劇団四季主宰者の戦後史』[30]（2009年1月10日、文春文庫）ISBN 9784167753412
- 『劇団四季メソッド「美しい日本語の話し方」』（2013年7月19日、文春新書）ISBN 9784166609246

### 関連書籍
- 『日本の100人 リーダーたちの素顔』（日本経済新聞社編、1986年5月9日、日本経済新聞社）ISBN 9784532094157
- 安倍寧『劇団四季 MUSICALS 浅利慶太とロイド=ウェバー』（1996年10月1日、日之出出版）ISBN 9784891980924
- 松崎哲久『劇団四季と浅利慶太』（2002年11月20日、文春新書）ISBN 9784166602872
- 紺野一彦『劇団四季の謎 ベストセレクト』（2003年3月18日、ベストブック）ISBN 9784831400635
- 梅津齊『ミュージカルキャッツは革命だった』（2011年2月1日、亜璃西社）ISBN 9784900541894 - 弟子の回想
- 梅津齊『浅利慶太 劇団四季をつくった男 叛逆と正統』（2020年4月16日、日之出出版）ISBN 9784838730964 - 評伝
- 梅津齊『浅利慶太が目指した日本のブロードウェイ』（2024年12月、日之出出版）ISBN 9784838733057
- 菅孝行『浅利慶太　劇団四季を率いた男の栄光と修羅』（2025年6月、集英社新書）